# Johann Hartmann Degner

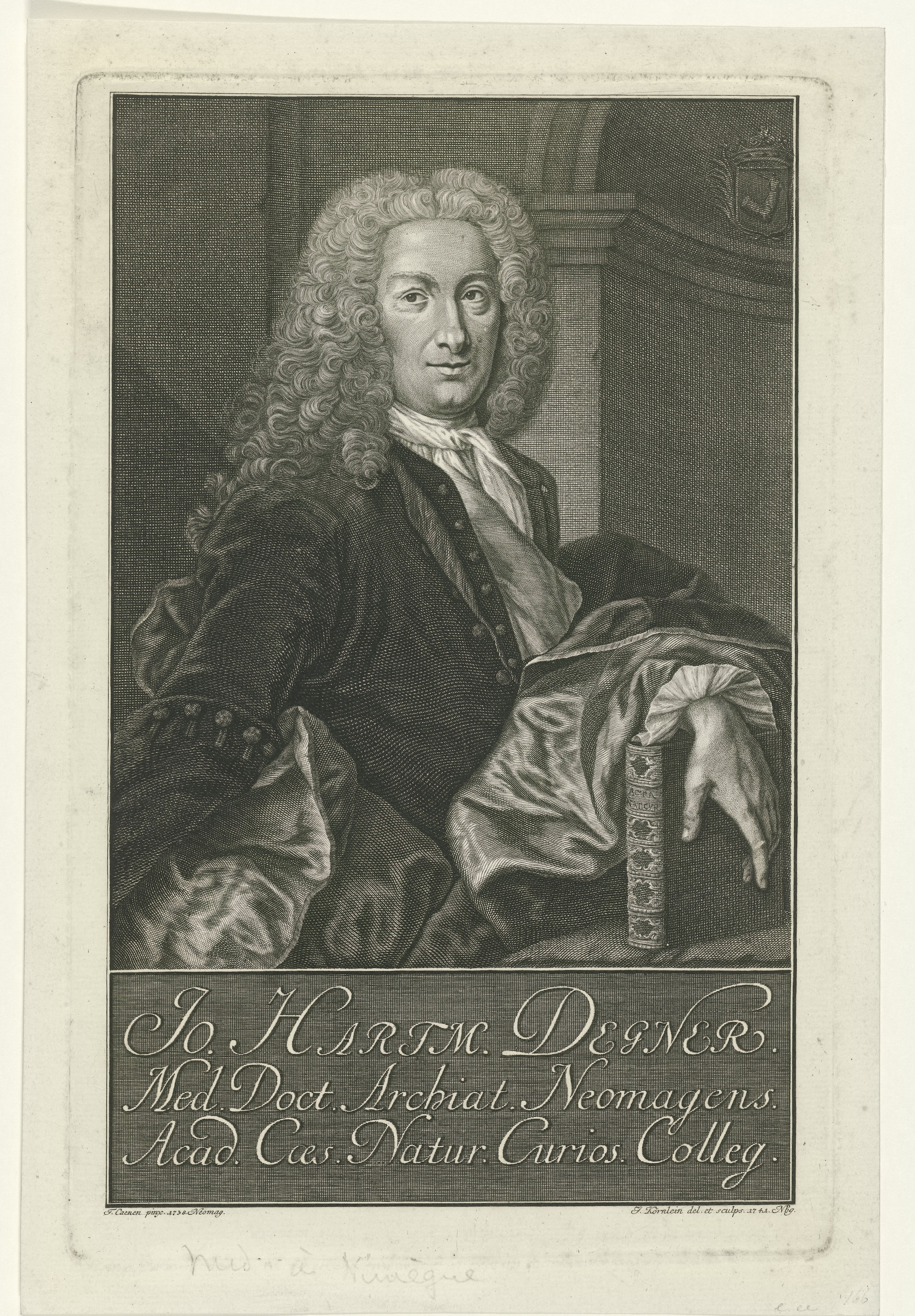
Johann Hartmann Degner

Johann Hartmann Degner (auch Johan Hartman Degner, * 19. Juli 1687 in Schweinfurt; † 6. November 1756 in Nijmegen) war ein deutscher Mediziner und Stadtphysicus und Bürgermeister von Nijmegen.

## Leben
Degner studierte auf Wunsch seines Vaters zunächst in Halle Jura, beschäftigte sich jedoch lieber intensiv mit Naturwissenschaften und wechselte nach dem Tod seines Vaters zum Studium der Medizin. Im Jahr 1717 wurde er an der Universität Utrecht bei Cornelis van Eck promoviert.
Anschließend wirkte er für ein Jahr als Arzt in Elberfeld. Um 1719 zog er nach Nijmegen, wo er bis zu seinem Lebensende als Arzt und Stadtphysicus tätig war. 1751 wurde Degner Senator und Bürgermeister der Stadt Nijmegen.
Eine seiner bekannteren Schriften ist sein Werk über die Ruhrepidemie im Jahre 1736 im Raum Nijmegen.
Am 13. Juli 1724 wurde er mit dem Beinamen Argonauta IV. unter der Matrikel-Nr. 370 zum Mitglied der Leopoldina gewählt.

## Schriften
- Disputatio Medica Inauguralis De notabili quodam casu febris petechialis cum cholerico-causodea complicatae. vande Water, Trajecti ad Rhenum 1717 Digitalisat
- Joh. Hartm. Degneri Dissertatio physica de turfis: sistens historiam naturalem cespitum combustilium qui in multis Europae regionibus & praecipue in Hollandia reperiuntur, ac ligni loco usurpantur. Kroon und Stouw, Trajecti ad Rhenum 1729
- Historia medica de dysenteria bilioso-contagiosa: quae MDCCXXXVI. neomagi et in vicinis ei pagis epidemice grassata fuit ... Accedit Relatio historica, cum responso facultatis medicae Halensis de morte per mercurium sublim. in emplastro adplicatum, inducta.   Apud Steph. Neaulme, Trajecti ad Rhenum 1738
- Historia medica de dysenteria bilioso-contagiosa: quae MDCCXXXVI. neomagi et in vicinis ei pagis epidemice grassata fuit ... Accedit Relatio historica, cum responso facultatis medicae Halensis de morte per mercurium sublim. in emplastro adplicatum, inducta.   Apud N. van Vucht, Trajecti ad Rhenum 1754 Digitalisat